# Columellia
Columellia Ruiz & Pav. – rodzaj roślin z rodziny Columelliaceae. Obejmuje w zależności od ujęcia systematycznego od jednego do czterech lub nawet pięć gatunków występujących w północnej części Andów w Ameryce Południowej od Kolumbii po Boliwię.

## Morfologia
PokrójKrzewy i drzewa.
LiścieSkórzaste, naprzeciwległe, bez przylistków. Pojedyncze, całobrzegie lub ząbkowane z gruczołkami na brzegu, czasem też na dolnej stronie blaszki. Blaszka liściowa jest często asymetryczna.
KwiatyZebrane po kilka w wierzchotki wyrastające z kątów liści lub na szczycie pędów. Kwiaty są obupłciowe i zwykle promieniste, czasem słabo grzbieciste. Na hypancjum osadzonych jest 5 zrośniętych działek kielicha (rzadko jest ich inna liczba od czterech do ośmiu). Kielich jest trwały (pozostaje na owocu). Taka sama jak działek liczba płatków korony tworzy zrośnięte rurki zakończone żółtymi łatkami. Same rurki korony są także żółte lub czerwone. Pręciki są dwa. Zalążnia jest dolna i jednokomorowa. Na szczycie zalążni znajduje się tęga szyjka słupka zwieńczona dwu lub czworodzielnym znamieniem.
OwocePękające klapkami torebki.

## Systematyka
Rodzaj Columellia wyodrębniany był w systemie Cronquista z 1981 w rodzinę Columelliaceae klasyfikowaną do różowców Rosales, hortensjowców Hydrangeales w systemie Thorne’a z 1992 i Takhtajana z 1997, skalnicowców Saxifragales (w systemie Takhatajana z 1983) oraz szczeciowców Dipsacales (w systemie Backlunda z 1996). Bliskie, siostrzane pokrewieństwo z rodzajem  Desfontainia potwierdziły badania molekularne, palinologiczne i z zakresu anatomii drewna. W systemach Angiosperm Phylogeny Group rodzaje te klasyfikowany są do wspólnej rodziny Columelliaceae. Ostatni wspólny przodek z rodzajem Desfontainia rósł około 64 miliony lat temu.
Wykaz gatunków
- Columellia lucida Danguy & Cherm.
- Columellia oblonga Ruiz & Pav.
- Columellia obovata Ruiz & Pav.
- Columellia subsessilis Schltr.
- Columellia weberbaueri Schltr.